# Management buyin
Il management buyin, noto con la sigla MBI, è un'operazione di acquisizione di un'azienda da parte di un gruppo di manager esterni all'azienda stessa (outsider) che assumono la figura di manager/imprenditore.  
È generalmente un'operazione classificata come buyout, ovvero un'operazione finanziaria/industriale che vede un team manageriale affiancarsi a un financial sponsor, generalmente un fondo di private equity (e.g. un hedge fund), che mette a disposizione gran parte delle risorse finanziarie per acquisire l'azienda in oggetto.
Il management buyin si può pensare come l'opposto del management buyout (MBO), in cui il management della stessa azienda (insider) compra l'azienda tramite un acquisto di azioni (può anche comprarne solo una fetta) sia per assumerne il controllo e godere dei profitti sotto forma di dividendi, sia per salvare un'azienda in dissesto fornendole nuova liquidità e eventualmente rinegoziando i crediti. Laddove sono i lavoratori a comprare la loro stessa impresa per salvarla dal dissesto finanziario o dall'insolvenza (altrimenti andrebbe in liquidazione) e rigenerarla, si parla di employee buyout.
Siccome nel management buyout sono gli stessi manager insider a controllare la compagnia, essi stessi possono beneficiare del loro know-how da insider e delle loro stesse best practice per gestire al meglio la società. Ciò non avviene nel management buyin, siccome un gruppo di manager outsider si sostituisce al management insider.
I due tipi di acquisto da parte del management si possono combinare nel cosiddetto buy-in management buyout (BIMBO), in cui il management outsider si mette d'accordo con il management insider per acquistare insieme la società e dirigerla insieme: ogni management contribuisce con il suo know-how, fermo restando che l'accordo deve esserci a monte e che le filosofie di gestione e i progetti in mente devono essere accettati da entrambi i management, altrimenti si creano dei conflitti ex-ante e ex-post con annesso schieramento dei lavoratori con una parte piuttosto che l'altra.